# استشهاد

الاستشهاد هو إعطاء معلومات كافية عن مرجع (غالبا كتاب) مما يسمح للقارئ بالرجوع له. يمكن تعريفه أيضا بأنه «طريقة لإخبار قرائك بأن معلومات معينة في عملك مأخوذة من مصدر موثوق سواء كان عبارة عن كتاب أو تقرير عن دراسة أجرتها جهة معينة أو خبر من قناة معينة.»